# Juan Diego Covarrubias
Juan Diego Covarrubias  (Guadalajara, Jalisco, Mexikó, 1987. március 24. –) mexikói színész.

## Élete és pályafutása
1987. március 24-én született Guadalajarában. Karrierjét 2008-ban kezdte az Hermanos y detectives című sorozatban. 2009-ben az Atrévete a soñar című teleregényben kapott szerepet. 2010-ben a Teresa című sorozatban Julio szerepét játszotta. 2011-ben az Una familia con suerte című sorozatban megkapta Alfredo Irabién szerepét.

## Filmográfia
| Év        | Eredeti Cím                 | Cím             | Szerep                           | TV stúdió |
| --------- | --------------------------- | --------------- | -------------------------------- | --------- |
| 2008      | Hermanos y detectives       |                 | Juan de Dios                     | Televisa  |
| 2009-2010 | Atrévete a soñar            |                 | Johny                            | Televisa  |
| 2010      | Teresa                      | Teresa          | Julio                            | Televisa  |
| 2011-2012 | Una familia con suerte      |                 | Alfredo 'Freddy' Irabién Arteaga | Televisa  |
| 2012      | Amor bravío                 | A szív parancsa | Yago Albarrán                    | Televisa  |
| 2013-2014 | De que te quiero, te quiero |                 | Diego Cáceres / Rodrigo Cáceres  | Televisa  |
| 2015      | La Vecina                   |                 | Antonio Andrade                  | Televisa  |